# ヴィヴェンディ
ヴィヴェンディ（Vivendi SE）は、フランスの投資会社。前身は水道事業を中心とするジェネラル・デ・ゾー社（en）。1990年代からメディア事業や電気通信事業に進出し、2000年にカナル・プリュス、シーグラムとの合併によってヴィヴェンディ・ユニバーサルとなった。2006年にヴィヴェンディに改称。

## 沿革
- 1853年 - 水道会社としてCompagnie générale des eaux（ロチルド系水道会社ジェネラル・デ・ゾー）が設立される。
- 1980年 - 廃棄物処理事業、エネルギーサービス、建設業、運輸業、不動産業に進出。
- 1983年 - 有料テレビ局Canal+に出資。
- 1987年 - 無線電話会社Société française du radiotéléphone（SFR）の創設。電気通信業に進出。
- 1996年 - ジャン・マリエ・メシエが取締役会長兼CEO（PDG）に就任。
- 1996年 - 電気通信事業持株会社Cegetel（セジェテル）を設立。
- 1998年 - Vivendi（ヴィヴェンディ）に社名変更。
- 1998年 - 大手広告代理店Havasを買収。
- 1998年 - Havasが、Cendant SoftwareとAnayaを買収。
- 1999年 - パテと合併。合併完了後、イギリスの衛星放送会社ブリティッシュ・スカイ・ブロードキャスティング（BスカイB）とフランスの衛星放送会社CanalSatelliteにおけるパテの持分を保持し、残りをジェローム・セドゥーの一族の企業「Fornier SA（後にパテに改称）」に売却。
- 2000年 - 建設部門、不動産部門（後のヴァンシ、Nexity）を売却。
- 2000年 - 水道部門（Veolia Water）、廃棄物処理事業部門（Onyx）、エネルギー部門（Dalkia）、運輸部門（Connex）をヴィヴェンディ・エンバイロメントとして分社化。
- 2000年 - Canal+、シーグラムとの合併により、Vivendi Universal（ヴィヴェンディ・ユニバーサル）が誕生。
- 2001年 - MP3.comを買収。
- 2001年 - Houghton Mifflinを買収。
- 2001年 - 医療およびビジネス出版部門（Masson）をCinvenに売却
- 2002年 - Houghton Mifflinを売却[2]。
- 2002年8月 - ヴィヴェンディ・エンバイロメントの出資比率を40.8％に引き下げる。
- 2002年9月 - L’Express-L’Expansion及びL'ÉtudiantをSocpresseに売却。
- 2002年 - Vodafoneとの合弁会社Vizzaviの持分をボーダフォン（Vodafone）に売却。
- 2002年12月 - 出版部門（Editisの前身）をラガルデールに売却。
- 2003年 - MP3.comをCNETに売却。
- 2004年 - 赤字の膨らんだエンタテインメント事業（ヴィヴェンディ・ユニバーサル・エンタテインメント）の大半をゼネラル・エレクトリック（GE）へ売却。GE傘下のNBCとヴィヴェンディ・ユニバーサル・エンタテインメントを合併しNBCユニバーサル（GE 80%、ヴィヴェンディ・ユニバーサル 20%）を設立した[注釈 1]。
- 2006年4月20日 - Vivendi（ヴィヴェンディ）に再改称。
- 2008年7月 - 傘下のヴィヴェンディ・ユニバーサルゲームズがアクティビジョンと合併し、アクティビジョン・ブリザードが誕生。
- 2009年12月3日 - 同社が保有するNBCユニバーサルの全株式（20%）をGEへ売却。事実上、経営から撤退。
- 2011年11月 - ユニバーサル ミュージック グループがEMIのレコード部門を買収
- 2013年 - 同社が保有するアクティビジョン・ブリザード株をアクティビジョン・ブリザードに売却[3]。アクティビジョン・ブリザードはヴィヴェンディの子会社でなくなる。
- 2013年11月 - 通信事業会社Maroc Telecom（モロッコ・テレコム）の全株式をエミレーツ・テレコミュニケーションズ・コーポレーションに売却。
- 2014年3月 - 移動体通信事業会社SFRの全株式をアルティスに売却。
- 2014年 - 通信事業会社Global Village Telecom（グローバル・ヴィレッジ・テレコム）の全株式をテレフォニカに売却。
- 2015年6月 - dailymotionを買収。
- 2015年2月 - Banijayの株主となる。
- 2016年7月 - ゲームロフトを買収[4]。
- 2017年7月 - 広告代理店のHavasを買収。
- 2019年4月 - See Tickets（Vivendi Village）がオランダのPaylogicを買収。
- 2019年1月 - 書籍出版社のEditisを買収。
- 2019年9月 - Groupe Canal+がM7を買収。
- 2020年3月 - ユニバーサル ミュージック グループの株式10%をテンセントに売却[5]。
- 2020年4月 - ラガルデールの株式資本の27％所有する筆頭株主となる。
- 2021年5月 - 雑誌出版社のPrisma Mediaを買収。
- 2021年9月 - ユニバーサル ミュージック グループをユーロネクスト・アムステルダムに上場させ、出資比率を10％に引き下げる[6]。
- 2021年9月 - 株式取得によりラガルデールの株式資本の45.13％を所有[7]。
- 2021年6月 - 株式取得によりラガルデールの株式資本の57.35％を所有[8]。
- 2023年11月 - ラガルデールとの企業結合を行う為、書籍出版社のEditisをチェコのメディア企業Czech Media Investへ、Prisma Mediaの雑誌「Gala」をフィガログループへ売却が完了し、ラガルデールをグループ化[9]。
- 2024年 - 国際チケット事業（海外のSee Tickets事業）とイベント事業（「JUNCTION 2」「Garorock」）をCTS Eventimへ売却[10]。
- 2024年 - Dailymotion、CanalOlympia、L'Olympia、Group Vivendi AfricaをCanal+の傘下へ移動。
- 2024年12月 - Canal+をロンドン証券取引所へ、Havas NVをユーロネクスト・アムステルダムへ、Louis Hachette Group（ラガルデールとPrisma Mediaの持株株会社）をユーロネクスト・グロース・パリへ上場させ、Canal+、Havas NV、Louis Hachette Groupの支配権を喪失[11]。

## 主要傘下企業
- Gameloft S.E.（ゲームロフト）（100％）

## 主要投資先
- ユニバーサル ミュージック グループ（9.94%）
- Banijay Group（19.21％）
- MediaForEurope（19.79%）
- TIM S.p.A.（テレコム・イタリア）（17.04%）
- テレフォニカ（1.04%）
- PRISA（11.87%）